# Winfield S. Kerr

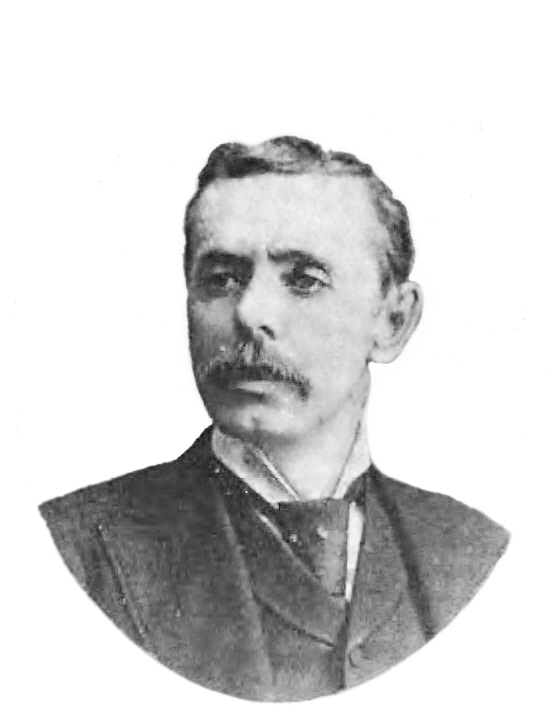
Winfield S. Kerr

Winfield Scott Kerr (* 23. Juni 1852 in Monroe, Ohio; † 11. September 1917 in Mansfield, Ohio) war ein US-amerikanischer Politiker. Zwischen 1895 und 1901 vertrat er den Bundesstaat Ohio im US-Repräsentantenhaus.

## Werdegang
Winfield Kerr besuchte die öffentlichen Schulen seiner Heimat. Nach einem Jurastudium an der University of Michigan in Ann Arbor und seiner 1879 erfolgten Zulassung als Rechtsanwalt begann er in Mansfield in diesem Beruf zu arbeiten. Gleichzeitig schlug er als Mitglied der Republikanischen Partei eine politische Laufbahn ein. Zwischen 1888 und 1892 gehörte er dem Senat von Ohio an.
Bei den Kongresswahlen des Jahres 1894 wurde Kerr im 14. Wahlbezirk von Ohio in das US-Repräsentantenhaus in Washington, D.C. gewählt, wo er am 4. März 1895 die Nachfolge des Demokraten Michael D. Harter antrat. Nach zwei Wiederwahlen konnte er bis zum 3. März 1901 drei Legislaturperioden im Kongress absolvieren. In diese Zeit fiel der Spanisch-Amerikanische Krieg von 1898. Von 1899 bis 1901 war Kerr Vorsitzender des Patentausschusses. Im Jahr 1900 wurde er von seiner Partei nicht mehr zur Wiederwahl nominiert.
Nach dem Ende seiner Zeit im US-Repräsentantenhaus praktizierte Winfield Kerr wieder als Anwalt in Mansfield, wo er am 11. September 1917 starb.